# Cristal & Моёт
«Cristal & Моёт» (стилизовано как «Cristal & МОЁТ») — песня российского рэп-исполнителя Моргенштерна, выпущенная 28 декабря 2020 года лейблом Zhara Distribution через цифровую дистрибуцию в качестве внеальбомного сингла. Одновременно с выходом песни состоялся релиз музыкального видео, съёмками которого занималась команда Romanov Production. В клипе Алишер подводит итоги 2020 года, ставшего для него крайне успешным. 14 мая 2021 года выходит «ремикс» на трек, являющийся переработанной версией песни с новым текстом и гостевыми куплетами рэперов OG Buda, Soda Luv, MAYOT и Blago White.
Создателем композиции выступил российский музыкальный продюсер Slava Marlow, ранее сотрудничавший с Моргенштерном при создании его наиболее популярных работ: сингла Cadillac и студийного альбома «Легендарная пыль». В ней исполнитель поёт о двух дорогих марках шампанского — «Cristal» и «Moët & Chandon», о любви к дорогим вещам и упоминает главу Чечни Рамзана Кадырова, поблагодарив фанатов за то, что они подписываются на социальные сети политика. Основной инструментала «Cristal & Моёт» послужил отрывок из вступительной темы психологического фильма ужасов «Ребёнок Розмари» режиссёра Романа Полански.

## Создание и релиз
23 декабря 2020 года Моргенштерн анонсировал музыкальный релиз в своей Instagram-истории.

### Музыкальный клип
Релиз официального видеоклипа на трек состоялся 28 декабря 2020 года на YouTube-канале Моргенштерна, в день выхода сингла. В начале клипа появляются вставки из новостных выпусков о Моргенштерне. Дальше он демонстрирует свои автомобили и обливается со своей возлюбленной Диларой Зинатуллиной шампанским марки Cristal, а потом подводит итоги 2020 года, перечисляя свои успехи. Менее чем за сутки клип набрал более 4,2 миллионов просмотров. Режиссёром музыкального видео выступил Александр Романов.

## Ремикс
Релиз ремикса состоялся 14 мая 2021 года.

## Рейтинг
| Год  | Издатель    | Рейтинг                  | Место | Прим.  |
| ---- | ----------- | ------------------------ | ----- | ------ |
| 2021 | The Flow    | 50 лучших песен 2021     | 9     | [ 17 ] |
| 2021 | Spotify     | Лето 2021: Топ-20 России | 5     | [ 18 ] |
| 2021 | Apple Music | Топ-10 треков в России   | 9     | [ 19 ] |
| 2021 | ВКонтакте   | Топ треков года          | 5     | [ 20 ] |
| 2021 | Spotify     | Топ-5 треков России      | 1     | [ 21 ] |

## Позиции в чартах
| Чарт (2020—2021)           | Высшая позиция |
| -------------------------- | -------------- |
| Азербайджан (Apple Music)  | 1              |
| Армения (Apple Music)      | 3              |
| Беларусь (YouTube)         | 1              |
| Казахстан (Apple Music)    | 2              |
| Казахстан (iTunes)         | 3              |
| Казахстан (YouTube)        | 2              |
| Кипр (Apple Music)         | 35             |
| Кыргызстан (Apple Music)   | 1              |
| Латвия (Apple Music)       | 1              |
| Латвия (iTunes)            | 60             |
| Латвия (Spotify)           | 1              |
| Латвия (YouTube)           | 1              |
| Литва (Apple Music)        | 1              |
| Литва (Spotify)            | 18             |
| Литва (YouTube)            | 7              |
| Мир (Genius)               | 1              |
| Молдова (Apple Music)      | 1              |
| Молдова (YouTube)          | 1              |
| Польша (Apple Music)       | 24             |
| Россия (ВКонтакте)         | 1              |
| Россия (СберЗвук)          | 1              |
| Россия (Яндекс.Музыка)     | 1              |
| Россия (Apple Music)       | 1              |
| Россия (Deezer)            | 7              |
| Россия (iTunes)            | 1              |
| Россия (Spotify)           | 1              |
| Россия (YouTube)           | 1              |
| Россия (YouTube Music)     | 1              |
| Таджикистан (Apple Music)  | 1              |
| Туркменистан (Apple Music) | 1              |
| Украина (Apple Music)      | 1              |
| Украина (iTunes)           | 6              |
| Украина (YouTube)          | 1              |
| Финляндия (Apple Music)    | 214            |
| Чехия (Apple Music)        | 97             |
| Эстония (Apple Music)      | 1              |
| Эстония (Spotify)          | 4              |
| Эстония (YouTube)          | 1              |

| Чарт (2020)                       | Высшая позиция |
| --------------------------------- | -------------- |
| Россия (Shazam)                   | 2              |
| Top Radio & YouTube Hits (Tophit) | 1              |
| Top YouTube Hits (Tophit)         | 1              |
| Top Radio & YouTube Hits (Tophit) | 2              |
| Top YouTube Hits (Tophit)         | 1              |

| Чарт (2020)                       | Позиция |
| --------------------------------- | ------- |
| Top Radio & YouTube Hits (Tophit) | 45      |
| Top YouTube Hits (Tophit)         | 6       |
| Top Radio & YouTube Hits (Tophit) | 17      |
| Top YouTube Hits (Tophit)         | 12      |

| Чарт (2020)               | Позиция |
| ------------------------- | ------- |
| Top YouTube Hits (Tophit) | 121     |
| Top YouTube Hits (Tophit) | 195     |